# Kayser
Un kayser (K) es una unidad del sistema cegesimal de unidades usado para medir luz y otras ondas. El número de onda en kaysers es igual al número de vibraciones por centímetro, así 1 kayser equivale a 100 ciclos por metro (m-1). Esta magnitud recibe su nombre en honor del físico Heinrich Johannes Gustav Kayser (1853-1940), que recopiló un inmenso atlas de espectros químicos ("Handbuch der Spectroscopie"). La unidad se representa habitualmente por la letra K, a pesar de que se puede confundir con el símbolo del kelvin.
1 kayser = 100 cm-1 = 1 m-1
- Datos: Q267391